# Kimberly J. Brown
Kimberly Jean Brown (Gaithersburg, 16 november 1984) is een Amerikaans actrice.

## Biografie
Brown is al op televisie te zien sinds dat ze 5 jaar oud is. Twee jaar later kreeg ze al rollen op Broadway. Toen ze negen jaar oud was, speelde ze al in drie musicals (Four Baboons Adoring the Sun, Les Misérables en Show Boat).
Brown verleende haar stem ook meerdere keren. Zo sprak ze de bekende zin "Silly rabbit...Trix are for kids!" in en sprak ze stemmen in voor A Bug's Life (1998). Ook was ze van 1993 tot en met 1998 te zien in de soapserie Guiding Light. Ze kwam kort terug in 2006. Ze werd voor het eerst opgemerkt toen ze te zien was in Tumbleweeds (1999).
Brown is waarschijnlijk het meest bekend voor haar rol in de Disney Channel film Halloweentown. Ze was ook in de vervolgfilms Halloweentown II: Kalabar's Revenge en Halloweentown High te zien. Een rol in de derde vervolgfilm Return to Halloweentown moest ze afslaan vanwege een ander project. Brown was ook in de andere Disney Channel film Quints te zien.
Brown was ook te zien in Bringing Down the House en Be Cool.
- Bibliothèque nationale de France: cb144502229 (data)
- Gemeinsame Normdatei: 1061362507
- International Standard Name Identifier: 0000 0001 1438 3610
- Library of Congress Control Number: no2006130041
- Système universitaire de documentation: 242132049
- Virtual International Authority File: 14993793
- WorldCat: E39PBJB49R8qDr4WCK67FwQg8C